# Couvertpuis
Couvertpuis település Franciaországban, Meuse megyében. Lakosainak száma 82 fő (2022. január 1.). Couvertpuis Biencourt-sur-Orge, Hévilliers, Montiers-sur-Saulx és Morley községekkel határos.

## Népesség
A település népességének változása:
| Lakosok száma | 130  | 134  | 104  | 90   | 89   | 89   | 87   | 87   | 85   | 82   |
|               | 1968 | 1982 | 1990 | 2006 | 2013 | 2015 | 2017 | 2019 | 2020 | 2022 |